# رضا الحيدر
رضا بن محمد الحيدر، هو المشرف العام على الهيئة العامة للإعلام المرئي والمسموع سابقاً.

## المناصب[2]
- عضو مجلس إدارة مؤسسة محمد بن سلمان بن عبد العزيز الخيرية (مسك) منذ عام 2012
- عضو مجلس إدارة شركة تهامة للإعلان والعلاقات العامة منذ عام 2016
- المشرف العام على الهيئة العامة للإعلام المرئي والمسموع من مايو 2017 حتى مايو 2018.[3]

## التعليم[2]
- حاصل على بكالوريوس في تصميم وتطوير الوسائط المتعددة من الجامعة الأمريكية عام 2000
- حاصل على ماجستير في الاتصالات والثقافة والتكنولوجيا من جامعة جورجتاون عام 2006
- حاصل على ماجستير في الإدارة العامة من جامعة هارفارد عام 2014.[4]

## قائمة المراجع
1. ↑  "تعيين رضا الحيدر مشرفًا عامًا على هيئة الإعلام المرئي والمسموع.. وهذه سيرته الذاتية - مجلة رجيم". 24 سبتمبر 2017. مؤرشف من الأصل في 2019-02-22. اطلع عليه بتاريخ 2023-04-01.
2. 1 2  صفحة رضا الحيدر على Linkedin [وصلة مكسورة]
3. ↑  عبدالرحيم، الصادق (24 سبتمبر 2017). "تعيين «رضا الحيدر» مشرفاً عاماً بهيئة الإعلام المرئي والمسموع". صحيفة تواصل الالكترونية. مؤرشف من الأصل في 2019-12-19. اطلع عليه بتاريخ 2023-04-01.
4. ↑  okaz_online@، «عكاظ» (جدة) (26 سبتمبر 2017). "رضا الحيدر.. رهان التطوير في حقيبة الخبير". Okaz. مؤرشف من الأصل في 2023-04-01. اطلع عليه بتاريخ 2023-04-01.